# Kamnische Alpen
De Kamnische Alpen is een op grondgebied van Slovenië liggend gebergte. De naam komt van de stad die in het dal ligt, Kamnik. De Grintovec vormt het hoogste punt van de Kamnische Alpen. De Kamnische en Julische Alpen worden van elkaar gescheiden door de brede vallei van de Sava. Beiden maken deel uit van de Zuidelijke Kalkalpen.

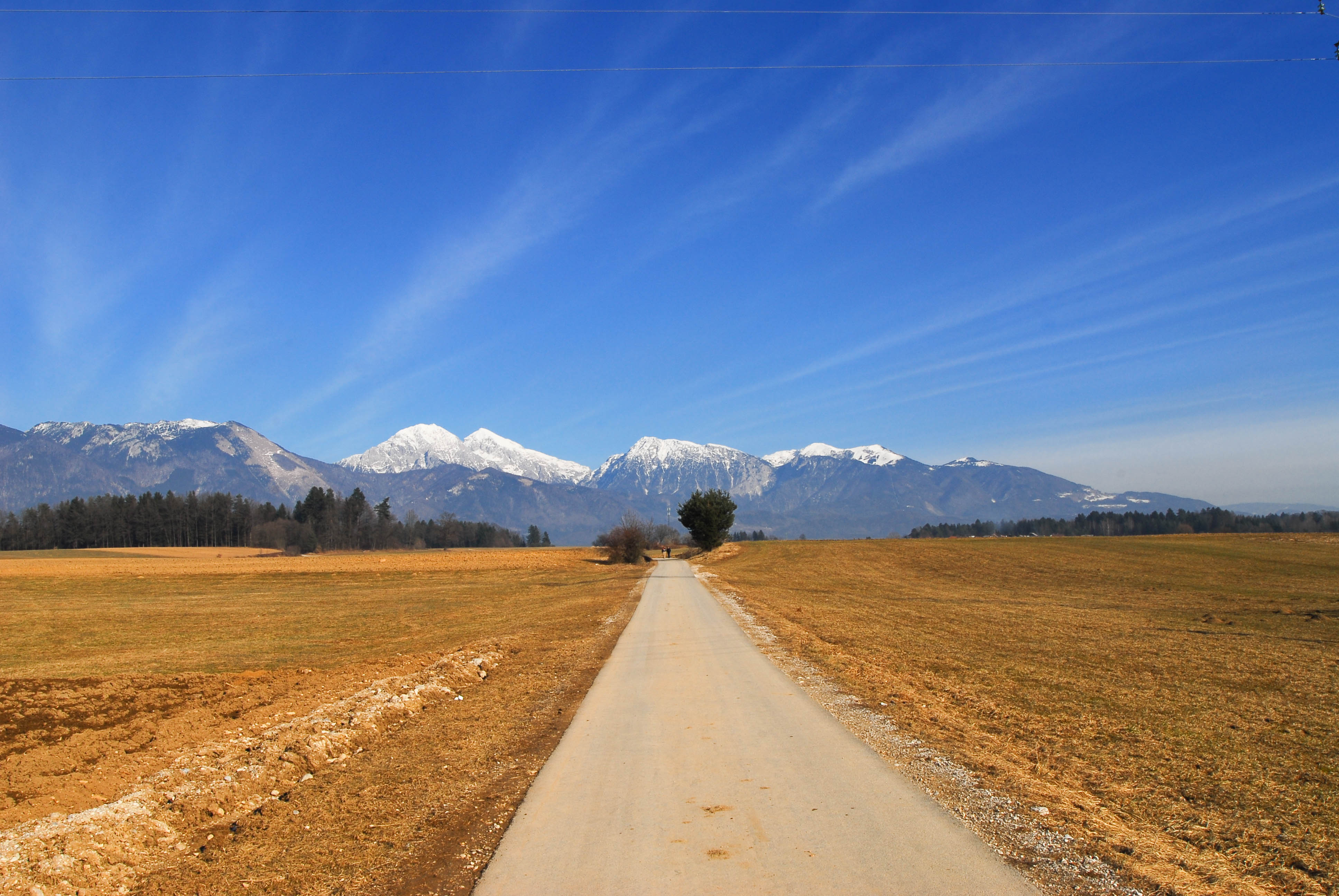
Gezien vanuit Kranj
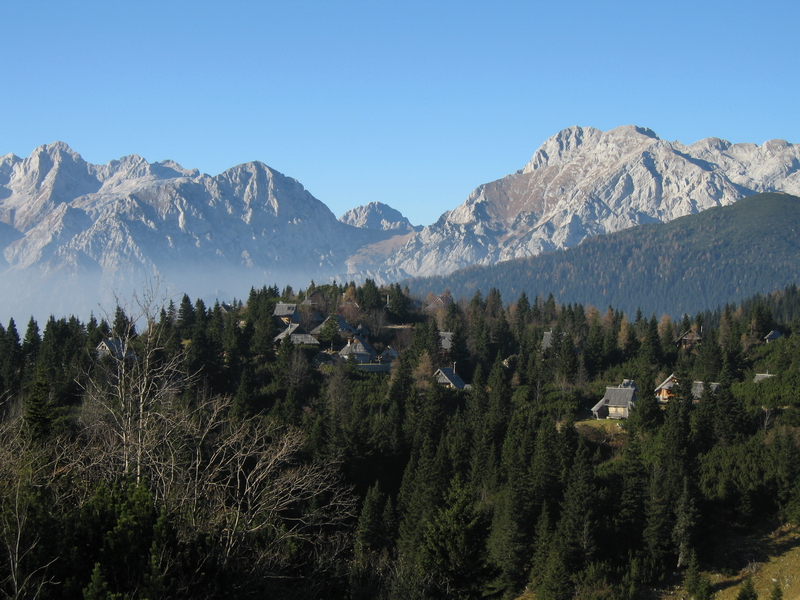
Gezien vanaf de Big Pasture Plateau (Velika planina)
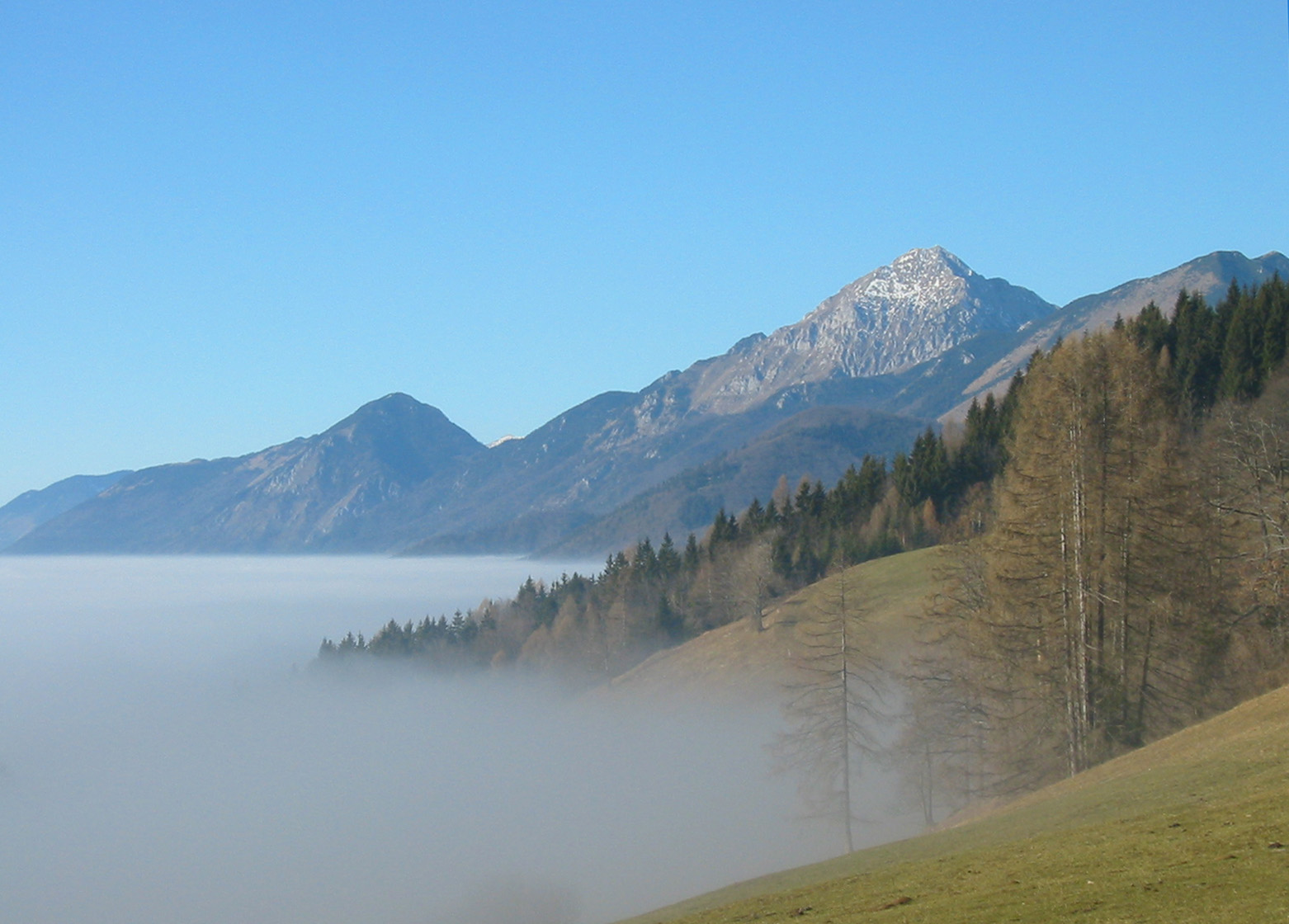
De Storžič (hoogste piek) en andere bergen